# Edda Magnason
Edda Magnason, née le 22 août 1984 à Ystad (Suède), est une chanteuse, compositrice, musicienne et actrice suédoise d'origine islandaise.

## Filmographie
- 2013 : Valse pour Monica (Monica Z) : Monica (pour Monica Zetterlund)

## Récompenses et distinctions
- 2014 : Shooting Stars de la Berlinale